# 素牟
素牟（そむ、生没年不詳）は、靺鞨の酋長。なお、素牟は中国式姓名ではない。

## 人物
紀元前1年、漢城百済に侵攻したが、迎撃・捕縛され、身柄を馬韓に移送されている。
『百済本紀』には漢城百済と「靺鞨」との戦闘が数多く記されており、素牟について以下の記事がある。